# Ragnar Selldén
Ragnar Selldén, född den 18 juni 1891 i Hedemora, död den 24 januari 1958 i Örebro, var en svensk läkare. Han var son till Hjalmar Selldén och dotterson till Carl von Otter.
Selldén avlade studentexamen 1909 och medicine licentiatexamen 1918. Han var underläkare vid kirurgiska avdelningen 1919–1920 och amanuens på Serafimerlasarettet 1920–1922, underläkare på Sahlgrenska sjukhuset 1922–1925. Selldén var lasarettsläkare i Falun 1925–1931 och i Örebro 1931–1956. Selldén blev riddare av Nordstjärneorden 1941.